# N2n
n2n — свободная реализация технологии Виртуальной Частной Сети (VPN) с открытым исходным кодом для создания зашифрованных каналов типа точка-точка между компьютерами. Программа позволяет устанавливать соединения между компьютерами, находящимися за NAT-firewall, без необходимости изменения их настроек, для чего использует децентрализованную архитектуру с одним-двумя «суперузлами» для хранения информации (реальный IP-адрес и порт) об участниках сети и маршрутизации между ними. n2n реализует канальный уровень над сетевым уровнем модели OSI. В случае, если оба участника соединения находятся за NAT, в качестве посредника используется один из суперузлов.
В случае использования файлов ключей, которые создаются скриптом gen_keyfile.py, надо быть внимательным, так как каждый ключ по умолчанию действует 5 минут, а количество ключей по умолчанию равно 30.
По состоянию на февраль 2012 года существуют две разрабатываемые версии, dev_v1 и dev_v2, официальных версий для массового использования опубликовано не было. По состоянию на август 2013 года проект авторами не развивается, для дальнейшего развития был сделан форк, в который была добавлена возможность использования нескольких (больше двух) суперузлов и внесены некоторые исправления.

## СМИ
- Игорь Осколков. n2n. 3DNews Daily Digital Digest (14 июня 2012). Дата обращения: 19 января 2017.